# Schrankia dochmographa
Schrankia dochmographa là một loài bướm đêm trong họ Erebidae.